# جيمس ويليامسون (دراج)
جيمس ويليامسون (بالإنجليزية: James Williamson)‏ هو دراج نيوزيلندي، ولد في 27 مارس 1989 في أوكلاند في نيوزيلندا.

## وصلات خارجية
- جيمس وليامسون على موقع أرشيف الدراجات (الإنجليزية)
- جيمس وليامسون على موقع إحصائيات الدراجات الإحترافية (الإنجليزية)
- جيمس وليامسون على موقع نسبة الدراجات (الإنجليزية)